# Gadenavn
Gadenavne identificerer gader og veje. Gadenavnet bruges som en del af en adresse. nummereret gør det lettere at stedfæste adressen.
I de danske købstæder er brugen af gadenavne meget gammel; i de middelalderlige dokumenter angående købstadgods nævnes der tit gadenavne fra de forskellige købstæder, og vi træffer i 14. århundrede mange af de gader, der findes i dag.
Købstædernes hovedgade kaldtes ofte Algade, oprindelig Adelgade dvs. hovedgaden; andre steder hed den Bredgade, Storegade eller Langgade. Parallelt med den løber ofte en Baggade. Axeltorvet eller Hjultorvet var ofte navnet på det torv, hvortil bønderne bragte deres produkter. De gader, som førte fra købstaden ud i landet, fik i reglen navn efter verdenshjørnerne (Nørregade, Søndergade, Østergade, Vestergade) eller efter de byer, hvortil de førte (i Slagelse: Løvegade, Skovsøgade, Bjergbygade). Mange navne minder om den tid, da agerbruget var en vigtig næringsvej for købstadbefolkningen (Hyrdestræde, Fægyde, Kogade), andre oplyser om tidligere befæstning (Portene, Voldene, Gravene, Byens Led); mange fortæller om munke og nonner, kirker og klostre, den gamle kirkelige kultur, som tit ikke har efterladt sig andre minder end nogle gadenavne. Handel og håndværk i de forskellige gammeldags former afspejler sig også i gadenavne som Bagergade, Slagtergade og Kødmangergade. Vi finder her tydelige spor af hansestædernes virksomhed i Norden. De oprindelige grænser mellem by og land lader sig mange steder fastslå på grund af gamle gadenavne som Landemærket, Grønnegade, Havestræde, Bleggården og lignende.
Overhovedet giver de gamle gadenavne særdeles vigtige bidrag til oplysninger om ældre købstadkultur. De ældre gadenavne er nemlig i langt højere grad betydningsbærende end de senere; gaderne har fået navne efter ejendommeligheder eller efter personer, som boede i gaden, og det kan skønnes at være de betegnelser, der har været gængse mand og mand imellem, der efterhånden er blevet mere officielle; rigtig faste er gadenavne ikke blevet, før man begyndte at nummerere husene (i København fra 1771).
Med hensyn til formen hersker i de middelalderlige navne en langt større variation end i de senere. De større gader bar i reglen navne, som endte på —gade, men for mindre gader brugte man endelser som —stræde, —gyde, —gang, —slippe, —smøge, —smug, —sund og lignende, men usammensatte navne var også meget hyppige: Støden, Dynkarken, Svingelen, eller navne med præpositioner: Bag Slottet, Ved Stranden og lignende.
De nyere gadenavne er overvejende af sammensat form, og som efterled har man overvejende anvendt —gade, —vej, eller i nyeste tid allé og boulevard. Stræde er gået næsten helt af brug. Forleddene har man søgt på forskellig måde, ofte ved tilknytning til lokale ejendommeligheder: Jernbanegade, Gasværksvej, Museumsgade, men denne opkaldelsesmåde har ikke ydet tilstrækkeligt stof til at holde skridt med byernes hastige udvikling. Navnlig ved grundlæggelsen af hele ny bykvarterer har man stået på bar bund med hensyn til lokale ejendommeligheder, og allerede i Nyboder finder vi en systematisk opkaldelse efter forskellige dyr: Krokodillegade, Elsdyrgade, Rævegade, Tigergade osv. Denne brug af gruppevis ordnede navne har gjort det lettere at orientere sig i store byer og er senere blevet anvendt i stor målestok. I 17.—18. århundrede brugte man mest navne på dyr og planter, stænder og rigsdele og begreber, og i 19. århundrede desuden i meget stort omfang navne på kendte personer, men masser af disse navne er givet uden nogen som helst virkelig tilknytning til stedet.
I de senere tider har der dog været en tendens til at holde sig til sådanne navne, som virkelig har historisk hjemmel. Man har i mange byer genoplivet marknavne, der ellers var gået i glemme, og opkaldt gader efter personer, der har haft betydning for den pågældende by, og der synes at være en tendens til at komme bort fra de ofte lange, sammensatte navne med de ensformige efterled —gade og —vej, og man danner nu igen navne i den korte og fyndige middelalderlige stil (i København for eksempel i det nye Amagerbro-Kvarter). Men i de foregående menneskealdre er mange af de gamle navne afskaffede og erstattede med mindre karakteristiske nydannelser.